# Équipe du Luxembourg espoirs de football
Maillots
Actualités
L'Équipe du Luxembourg espoirs de football est l'équipe de football représentant le Luxembourg lors des compétitions des moins de 21 ans. Elle est administrée par la Fédération luxembourgeoise de football.
Depuis la création du Championnat d'Europe espoirs en 1978, l'équipe a toujours terminée dernière de sa poule de qualifications.

## Historique des qualifications pour l'Euro
| Année | Éliminatoires Euro -21 | Éliminatoires Euro -21 | Éliminatoires Euro -21 | Éliminatoires Euro -21 | Éliminatoires Euro -21 | Éliminatoires Euro -21 | Éliminatoires Euro -21 |
| Année | Matchs joués           | Matchs gagnés          | Matchs nuls            | Matchs perdus          | Buts marqués           | Buts encaissés         | Différence de buts     |
| ----- | ---------------------- | ---------------------- | ---------------------- | ---------------------- | ---------------------- | ---------------------- | ---------------------- |
| 1978  | 4                      | 0                      | 0                      | 4                      | 2                      | 14                     | -12                    |
| 1980  | 4                      | 0                      | 0                      | 4                      | 1                      | 12                     | -11                    |
| 1982  | 4                      | 0                      | 0                      | 4                      | 2                      | 12                     | -10                    |
| 1984  | 4                      | 0                      | 0                      | 4                      | 1                      | 15                     | -14                    |
| 1986  | 4                      | 1                      | 0                      | 3                      | 5                      | 17                     | -12                    |
| 1988  | 6                      | 0                      | 0                      | 6                      | 2                      | 13                     | -11                    |
| 1990  | 6                      | 0                      | 2                      | 4                      | 1                      | 10                     | -9                     |
| 1992  | 4                      | 0                      | 0                      | 4                      | 0                      | 10                     | -10                    |
| 1994  | 8                      | 0                      | 1                      | 7                      | 2                      | 26                     | -24                    |
| 1996  | 10                     | 0                      | 1                      | 9                      | 0                      | 40                     | -40                    |
| 1998  | 8                      | 0                      | 0                      | 8                      | 3                      | 36                     | -33                    |
| 2000  | 8                      | 0                      | 0                      | 8                      | 0                      | 29                     | -29                    |
| 2002  | 8                      | 0                      | 0                      | 8                      | 1                      | 38                     | -37                    |
| 2004  | 8                      | 0                      | 0                      | 8                      | 0                      | 31                     | -31                    |
| 2006  | 10                     | 0                      | 2                      | 8                      | 4                      | 25                     | -21                    |
| 2009  | 8                      | 0                      | 0                      | 8                      | 1                      | 32                     | -31                    |
| 2011  | 8                      | 1                      | 1                      | 6                      | 2                      | 16                     | -14                    |
| 2013  | 8                      | 0                      | 0                      | 8                      | 6                      | 31                     | -25                    |
| 2015  | 8                      | 1                      | 0                      | 7                      | 5                      | 23                     | -18                    |
| 2017  | 8                      | 1                      | 3                      | 6                      | 5                      | 18                     | -13                    |
| 2019  | 10                     | 2                      | 1                      | 7                      | 7                      | 21                     | -14                    |
| Total | 120                    | 3                      | 8                      | 111                    | 35                     | 407                    | -374                   |

## Derniers matchs
Cette liste représente les matchs de l'équipe du Luxembourg espoirs joués en 2022.
| Compétition      | Date         | Domicile           | Résultat | Extérieur  | Buteur(s) pour le Luxembourg |
| ---------------- | ------------ | ------------------ | -------- | ---------- | ---------------------------- |
| Qualif. Euro -21 | 25 mars 2022 | Bosnie-Herzégovine | 1-0      | Luxembourg |                              |
| Qualif. Euro -21 | 2 juin 2022  | Luxembourg         | 0-3      | Suède      |                              |
| Qualif. Euro -21 | 6 juin 2022  | Luxembourg         | 0-3      | Italie     |                              |
| Qualif. Euro -21 | 14 juin 2022 | Monténégro         | 3-0      | Luxembourg |                              |